# 未解决的数学问题

以下列出了一些目前在数学领域中的未解决的问题：

## 千禧年大奖难题
在克雷数学研究所悬赏设立的七个千禧年大奖难题中，仍未被解决的六个题目是：
- 复杂度类P对NP问题（理论信息学：计算复杂度）
- 霍奇猜想（代数几何）
- 黎曼猜想（素数）
- 楊-米爾斯存在性與質量間隙（量子场论）
- 納維-斯托克斯存在性與光滑性（计算流体力学）
- 贝赫和斯维讷通-戴尔猜想（代数）

## 其它未解问题

### 堆垒数论
- 哥德巴赫猜想
- 华林问题中的{\displaystyle g(k)}和{\displaystyle G(k)}的值
- 考拉兹猜想（{\displaystyle 3n+1} 猜想、角谷猜想）
- 吉尔布雷斯猜想

### 数论：素数
- 是否存在無窮多個孪生素数
- 是否存在无穷多个四胞胎质数
- 是否存在无穷多个三胞胎质数
- 是否存在无穷多个x²+1素数
- 是否存在无穷多个表兄弟素数
- 是否存在无穷多个六质数
- 是否存在无穷多个梅森素数（OEIS中的數列OEIS:A000668，Lenstra-Pomerance-Wagstaff猜想）；此问题的等价问题是，是否存在无穷多个偶完全数
- 是否存在无穷多个规则素数，且其分布密度是{\displaystyle e^{-^{1}\!/_{2}}}
- 是否存在无穷多个卡伦素数（OEIS中的數列OEIS:A005849）
- 是否存在无穷多个胡道爾素數（OEIS中的數列OEIS:A050918）
- 以10为基数时是否存在无穷多个回文素数（OEIS中的數列OEIS:A002385）
- 当{\displaystyle n>4}时，是否每个费马数（OEIS中的數列OEIS:A000215）都是合数？
- 78,557是否是最小的谢尔宾斯基数（OEIS中的數列OEIS:A076336）？
- 509,203是否是最小的黎瑟尔数（OEIS中的數列OEIS:A101036）？
- 是否存在无穷多个歐幾里得數为素数
- 波利尼亞克猜想

### 普通数论
- abc猜想
- 是否存在奇完全数（OEIS中的數列OEIS:A000396）？
- 是否存在拟完全数（quasi-perfect number）？
- 是否存在奇的奇异数（weird number）？
- 证明196是利克瑞尔数
- 证明10是个孤独数（solitary number）（OEIS中的數列OEIS:A095739）
- 对任意给定的{\displaystyle n}，幸福结局问题的解法
- 連續統假設
- 是否存在完美长方体
- 目前已知的65個艾多尼數，是否是所有的艾多尼數？

### 拉姆齐理论
- 拉姆齐数的值，特别是{\displaystyle R(5,5)}
- 范·德·华登数（英语：Van der Waerden number）的值

### 普通代数
- 希尔伯特第16问题
- 阿达马猜想
- 是否存在完美长方体

### 组合数学
- 幻方（OEIS數列A006052）的数目
- 通过随机选择的两个元素产生对称群{\displaystyle S_{n}}的概率的公式
- 埃尔德什等差数列猜想
- 對於長度為任意自然數n的字串，其最小超排列的長度。

### 图论
- 艾狄胥-賈法斯猜想（英语：Erdős–Gyárfás conjecture）
- 图的同构问题（英语：Graph isomorphism problem）
- 关于单位距离的图的色数的Hadwiger-Nelson问题
- 为逾渗阈值（英语：percolation threshold）得到一种闭式表达式，特别是{\displaystyle p_{c}}（二维方格模型）

### 分析
- 高斯圓問題
- 沙努爾猜想（英语：Schanuel's conjecture）
- 雷默猜想（英语：Lehmer's conjecture）
- Pompeiu问题（英语：Pompeiu problem）
- {\displaystyle \pi \pm e\,}、{\displaystyle \pi ^{e}\,}、{\displaystyle \ln(\pi )}、{\displaystyle 2^{e}\,}、欧拉-马歇罗尼常数{\displaystyle \gamma \ }、卡塔兰常数{\displaystyle G}等是否為无理数，或者甚至是超越數。

### 群论
- 每个被有限表达的周期群（英语：Torsion group）是否都是有限的？
- 逆伽罗瓦问题（英语：Inverse Galois problem）

### 其它
- 普遍化的星号嵌套深度问题（英语：Generalized star height problem）
- 不变子空间问题
- 黑洞归并的建模

## 近期已获解的问题
| 年度   | 問題                           | 解決者                                                                         | 備註                                                                 |
| ------ | ------------------------------ | ------------------------------------------------------------------------------ | -------------------------------------------------------------------- |
| 1977年 | 四色定理                       | 肯尼斯·阿佩尔 沃尔夫冈·哈肯                                                    | 第一个主要由電腦验证成立的数学定理 法蘭西斯·古德里在1852年提出此猜想 |
| 1985年 | 比貝爾巴赫猜想                 | Louis de Branges de Bourcia                                                    | 比貝爾巴赫於1916年提出此猜想                                         |
| 1995年 | 费马最後定理                   | 安德鲁·怀尔斯                                                                  | 費馬於1637年提出此猜想                                               |
| 1996年 | 波戈莫洛夫猜想                 | Emmanuel Ullmo 張壽武                                                          |                                                                      |
| 1996年 | 遠阿貝爾幾何中的格羅滕迪克猜想 | 望月新一                                                                       |                                                                      |
| 1998年 | 克卜勒猜想                     | 托馬斯·黑爾斯                                                                  | 約翰內斯·克卜勒在1611年提出此猜想                                    |
| 1999年 | 函数域的朗蘭茲綱領             | 洛朗·拉福格                                                                    |                                                                      |
| 1999年 | 蜂窩猜想                       | 托馬斯·黑爾斯                                                                  | 馬庫斯·特倫提烏斯·瓦羅於西元前36年首次提出此猜想                     |
| 2001年 | 谷山－志村定理                 | 安德鲁·怀尔斯 克里斯多福·布勒伊 布萊恩·康萊德 佛瑞德·戴蒙德 理查·泰勒          | 谷山豐與志村五郎於1955年提出此猜想                                   |
| 2001年 | 加藤猜想                       | Pascal Auscher Steve Hofmann Michael Lacey Alan McIntosh Philippe Tchamitchian | 加藤敏夫在1953年提出此猜想                                           |
| 2002年 | 卡塔蘭猜想                     | 普雷達·米哈伊列斯庫                                                            | 歐仁·查理·卡塔蘭在1844年提出此猜想                                   |
| 2002年 | 龐加萊猜想                     | 格里戈里·佩雷爾曼                                                              | 千禧年大獎難題 龐加萊於1904年提出此猜想                              |
| 2003年 | 米爾諾猜想                     | 符拉基米尔·弗沃特斯基                                                          | 约翰·米尔诺於1970年提出此猜想                                        |
| 2003年 | 永田猜想                       | Ualbai U. Umirbaev Ivan P. Shestakov                                           | 永田雅宜於1972年提出此猜想                                           |
| 2004年 | 史坦利-威夫猜想                | Gabor Tardos Adam Marcus                                                       |                                                                      |
| 2004年 | 格林-陶定理                    | 本·格林 陶哲軒                                                                 |                                                                      |
| 2006年 | 天使問題                       | 布萊恩·鮑迪奇 Oddvar Kloster András Máthé Péter Gács                           |                                                                      |
| 2007年 | 道路著色問題                   | 艾夫拉漢·特雷特曼（Avraham Trahtman）                                          |                                                                      |
| 2009年 | 阿蒂亞猜想                     | Tim Austin                                                                     |                                                                      |
| 2011年 | 漢娜·諾伊曼猜想                | 伊戈爾·米涅耶夫（Igor Mineyev） 喬爾·弗里德曼（Joel Friedman）                 | 漢娜·諾伊曼於1957年提出此猜想                                        |
| 2012年 | 威爾莫猜想                     | 费尔南多·科达·马克斯 安德烈·內維斯                                             |                                                                      |
| 2012年 | Virtual哈肯猜想                | 伊安·阿戈爾 Daniel Groves Jason Manning                                        |                                                                      |
| 2013年 | 弱哥德巴赫猜想                 | 哈洛德·賀歐夫各特 大衛·普拉特                                                  |                                                                      |
| 2015年 | 埃爾德什差異問題               | 陶哲軒                                                                         | 保罗·埃尔德什在1932年提出此猜想                                      |
| 2017年 | 五邊形鑲嵌                     | Michaël Rao                                                                    |                                                                      |

## 讨论待解题目的书籍
- Fan Chung; Ron Graham. . AK Peters. 1999. ISBN 978-1-56881-111-6.
- Hallard T. Croft; Kenneth J. Falconer; Richard K. Guy. . Springer. 1994. ISBN 978-0-387-97506-1.
- Richard K. Guy. . Springer. 2004. ISBN 978-0-387-20860-2.
- Victor Klee; Stan Wagon. . 美国数学协会. 1996. ISBN 978-0-88385-315-3.

## 讨论近期获解题目的书籍
- Simon Singh. . Fourth Estate. 2002. ISBN 978-1-84115-791-7.